# Willie Reed
Willie Reed, Jr. (nacido el 16 de mayo de 1990 en Kansas City, Misuri) es un baloncestista estadounidense que pertenece a Cocodrilos de Caracas de la Superliga Profesional de Baloncesto. Con 2,08 metros de estatura, juega en las posiciones de ala-pívot y pívot.

## Trayectoria deportiva

### Universidad
Jugó dos temporadas con los Billikens de la Universidad de Saint Louis, en las que promedió 10,2 puntos, 6,3 rebotes y 1,7 tapones por partido. Se vio envuelto en un caso de abuso sexual junto a otros compañeros de equipo, por lo que fue apartado del mismo. En 2011 se declaró elegible para el Draft de la NBA, renunciando a sus dos últimos años de universitario.

### Profesional
Tras no ser elegido en el Draft de la NBA de 2011, llegó a un acuerdo con el Club Bàsquet Sant Josep Girona español por dos temporadas, pero una lesión de rodilla cuatro días después de llegar al equipo lo apartó del mismo.
Al año siguiente fichó por Sacramento Kings, pero fue descartado antes del comienzo de la temporada 2012-13. Fichó poco después por los Springfield Armor de la NBA D-League, donde en su primera temporada promedió 14,8 puntos y 7,8 rebotes por partido.
Jugó posteriormente en diversos equipos de la liga de desarrollo, llegando a ser elegido en el segundo Mejor quinteto defensivo de la NBA Development League en 2014, y en el primero, y además en el mejor quinteto de la liga al año siguiente.
En abril de 2015 fichó por los Metros de Santiago de la liga dominicana. Sin embargo, en junio de 2015 abandono el equipo por compromisos con equipos de la NBA. En 11 partidos con los Metros, Reed promedió 13,6 puntos, 8 rebotes y 2,1 tapones por partido.
El 9 de julio de 2015 fichó por los Brooklyn Nets de la NBA por una temporada y medio millón de dólares, pero en un partido de pretemporada ante los Boston Celtics disputado el 14 de octubre sufrió un desgarro del ligamento colateral cubital en su pulgar derecho, que le hizo pasar por el quirófano, estando de baja entre 6 y 8 semanas.
El 13 de julio de 2016 fichó por los Miami Heat.
En enero de 2018 fue traspasado a Detroit Pistons junto a Blake Griffin, Brice Johnson y una segunda ronda del Draft de 2019 a cambio de Tobias Harris, Avery Bradley, Boban Marjanovic, una primera ronda del Draft (protegida del 1-4 desde 2018 a 2020) y una segunda ronda.
El 27 de enero de 2023, fichó por el Carplus Fuenlabrada de la Liga ACB española, pero tras varios exámenes médicos fue cortado sin llegar a jugar ni un partido.

## Estadísticas de su carrera en la NBA

### Temporada regular
| Año     | Equipo        | PJ  | PT | MPP  | %TC   | %3P  | %TL  | RPP | APP | ROB | TPP | PPP |
| ------- | ------------- | --- | -- | ---- | ----- | ---- | ---- | --- | --- | --- | --- | --- |
| 2015-16 | Brooklyn      | 39  | 2  | 10.9 | .571  | .000 | .545 | 3.1 | .3  | .2  | .8  | 4.7 |
| 2016-17 | Miami         | 71  | 5  | 14.5 | .568  | .200 | .557 | 4.7 | .4  | .3  | .7  | 5.3 |
| 2017-18 | L.A. Clippers | 39  | 5  | 14.5 | .667  | .500 | .582 | 3.1 | .2  | .2  | .6  | 4.9 |
| 2017-18 | Detroit       | 3   | 0  | 3.0  | 1.000 | .000 | .000 | .3  | .3  | .0  | .0  | 0.7 |
| Total   | Total         | 152 | 12 | 12.4 | .592  | .333 | .561 | 3.8 | .3  | .2  | .7  | 4.9 |